# 莫羅科查區
莫羅科查區（西班牙語：Distrito de Morococha），是秘魯的一個區，位於該國中部胡寧大區的堯利省，始建於1907年12月21日，面積265.67平方公里，海拔高度4,550米，2005年人口4,681，人口密度每平方公里18人。